# Ривкін Євген Семенович
Євген Семенович Ривкін (нар. 7 вересня 1967, Харків, УРСР) — український футзальний тренер. Заслужений тренер України. Очолював харківський «Локомотив» та збірну України.

## Життєпис
У вересні 1991 року відновило роботу відділення футболу ДФСК «Локомотив» південної залізниці. Було створено дві групи з підготовки футболістів серед юнаків 1981/82 та 1987/88 років народження, якими призначили керувати Євгена Ривкіна. Під керівництвом спеціаліста юнацькі команди «Локомотива» ставали переможцями та призерами різних міжнародних турнірів. Команда юнаків 1981 року народження стала володарем першого Кубка України з футзалу, а команда юнаків 1987 року народження тричі ставала переможцем юнацьких першостей України. У сезоні 2005/06 років харківський «Локомотив» заявився в першу лігу чемпіонату України з футзалу. Наступного сезону виборов право виступати у вищій лізі національного чемпіонату. У фіналі Кубку України, який проходив у Донецьку, «Локомотив» з рахунком 2:0 обіграв місцевий «Шахтар».
Влітку 2012 року Євген Рівкін очолив студентську збірну України, яка була складена лише з гравців «Локомотива». На чемпіонаті світу у Португалії вони виграли золоті медалі. Після відставки Геннадія Лисенчука було призначено головним тренером національної команди.

## Досягнення
- Чемпіонат України
  -  Чемпіон (3): 2013, 2014, 2015
  -  Срібний призер (1): 2012
  -  Бронзовий призер (1): 2011

- Кубок України
  -  Володар (1): 2009

- Суперкубок України
  -  Володар (1): 2013

- Чемпіонат України серед юнаків
  -  Чемпіон (3): 2001, 2002, 2003

- Кубок України серед юнаків
  -  Володар (2): 1998, 2000

- Чемпіонат світу серед студентів
  -  Чемпіон (1): 2012